# Panfilo Castaldi
Panfilo Castaldi (c. 1398 - c. 1490; también llamado Pamfilo o Pamphilo) fue un impresor italiano que trabajó en Milán. Nacido en Feltre, Castaldi es conmemorado con una estatua allí como el inventor de la imprenta tipo móvil, una reclamación que es probablemente falsa. 
La historia que ha circulado durante siglos en Feltre es que Castaldi conoció ejemplos de la técnica china de impresión en bloque de madera traídos por Marco Polo, técnica que modificó hasta producir el tipo moderno. La historia era en gran parte desconocida fuera de Lombardía hasta que fuera relatada en el siglo XIX por el diplomático Robert Curzon, 14° Baron de Zouche. Según Curzon, Castaldi comenzó con sellos de cristal hechos en Murano y para luego desarrollar los bloques de impresión de madera que usó en una prensa de impresión en Venecia en 1426.   
Esto habría sido varios años antes de los primeros experimentos de Johann Gutenberg con tipos de metal en los años 1430. Curzon acentúa la conexión con Marco Polo, argumentando que el temprano trabajo (sin fecha) de Castaldi tiene un estrecho parecido a la impresión china, y también enfatiza el conocimiento que Gutenberg tenía de la impresión Veneciana, sugiriendo así que la impresión europea surgió a partir de la imitación de la prensa de Castaldi (un tema con frecuencia discutido).
Debido a que ningún estudio reciente sugiere una fecha tan temprana para la impresión de Castaldi, alguna relación entre éste y Marco Polo, o cualquier conexión entre Gutenberg e Italia del Norte, la historia nunca ha recibido mucho crédito fuera de Feltre. En aquella ciudad, sin embargo, la historia todavía atrae bastante atención y adquirió nuevamente interés con motivo del sesquicentenario del nacimiento de Castaldi en 1998. En un proyecto de ley municipal se reconoce a Castaldi como "il primo inventore dei caratteri mobili por la stampa" ("el primer inventor de tipo móvil para imprimir"). Lo que es claro es que para los años 1470s Castaldi era un impresor reconocido; hay un registro de una tirada de 300 copias de una epístola de Cicerón en 1471.